# Hahnensee
Hahnensee (rätoromanska: Lej dals Chöds) är en sjö i Schweiz. Den ligger i den östra delen av landet, 190 km öster om huvudstaden Bern. Hahnensee ligger 2 153 meter över havet.
Trakten runt Hahnensee består i huvudsak av bergstundra och öppen skog. Runt Hahnensee är det ganska glesbefolkat, med 31 invånare per kvadratkilometer.